# Keerba
Keerba – wieś w Estonii, w prowincji Võru, w gminie Meremäe.